# Église Sainte-Euphémie de Rovinj
L’église Sainte-Euphémie dite aussi basilique Sainte-Euphémie (bien qu'elle ne soit pas officiellement une basilique mineure) ou Sveta fuma, est une église catholique située dans le centre historique de Rovinj en Croatie. Elle est dédiée à sainte Euphémie, sainte patronne de la ville, qui fut martyrisée sous Dioclétien, et dont les reliques, après avoir été subtilisées au patriarcat œcuménique de Constantinople, ont traversé la Méditerranée et abouti à Rovinj le 13 juillet 800 : elles sont exposées dans un sarcophage de marbre à l'intérieur de l'église.

## Histoire
L'édifice du VIIIe siècle remanié en 1736 dans le style baroque se trouve au sommet de la ville. Édifié sur les ruines d'une église romane, il est pourvu d'un campanile de 63 mètres, construit selon le même modèle que celui de la place Saint-Marc à Venise. Ce campanile, le plus haut d'Istrie, a demandé 26 ans de chantier. À son sommet culmine une statue-girouette de sainte Euphémie tenant une palme et une roue, symboles de son martyre. 
À l'intérieur de l'église, un autel en marbre, une statue de saint Georges au dragon, des tableaux de Giovanni Contarini. Les reliques de sainte Euphémie reposent dans un sarcophage en marbre. L'édifice illustre l'âge d'or de la ville, alors appelée Rovigno : le XVIIIe siècle, où elle prospère grâce au commerce de la Sérénissime république de Venise (Rovigno faisant alors partie du Stato da Màr).

## Galerie

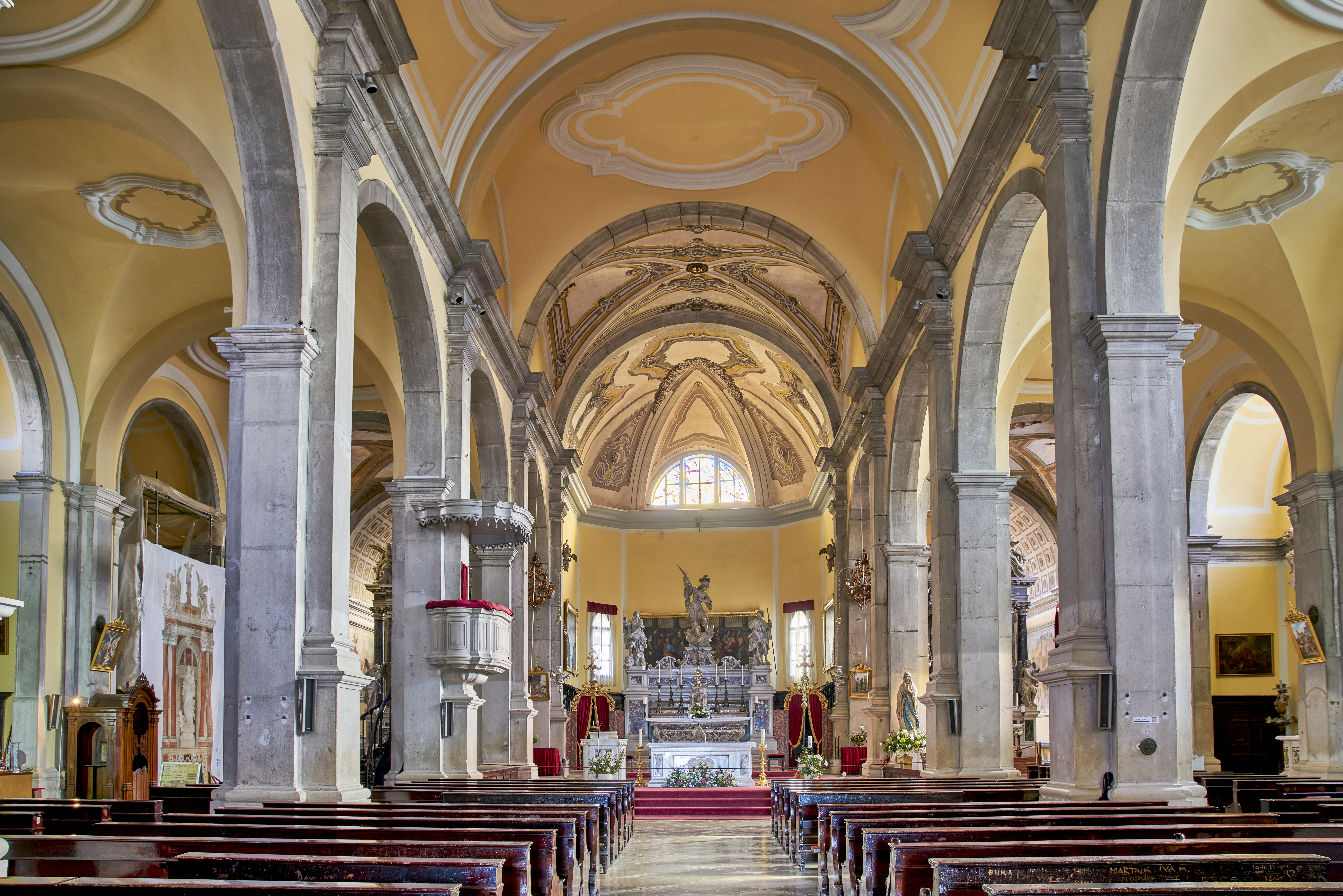
Les trois nefs.
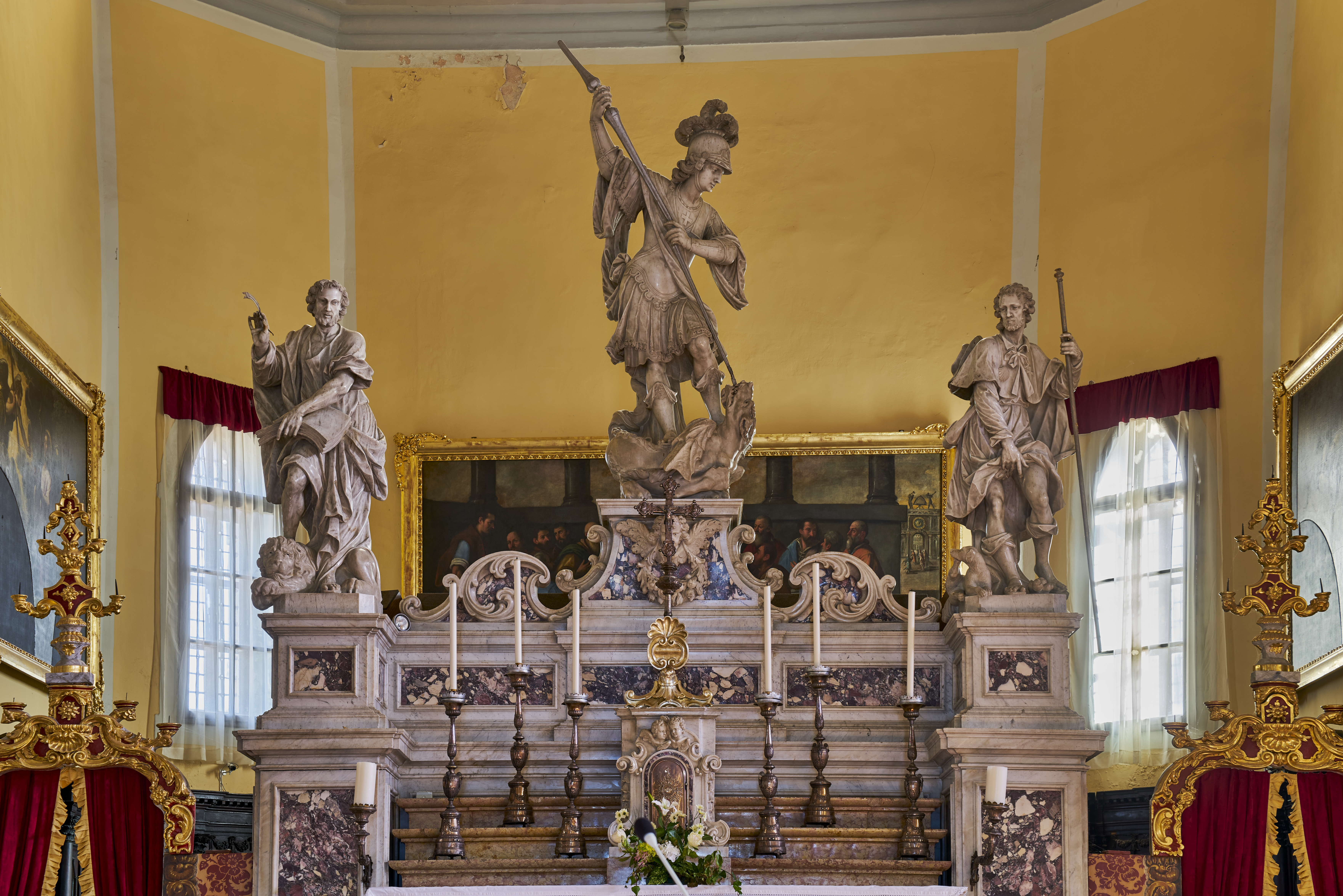
Le tabernacle du maître-autel.
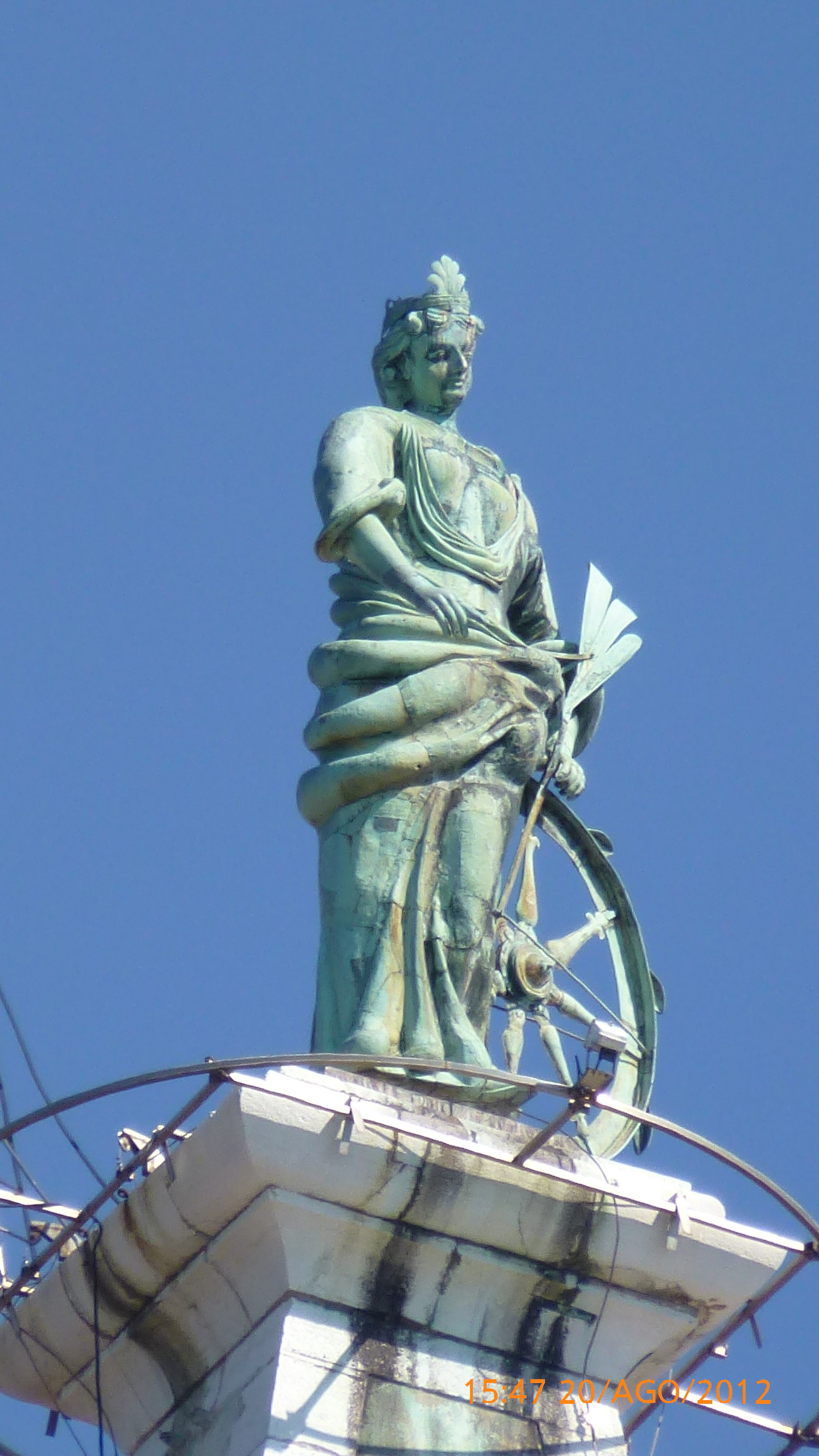
Statue de sainte Euphémie au sommet du campanile.
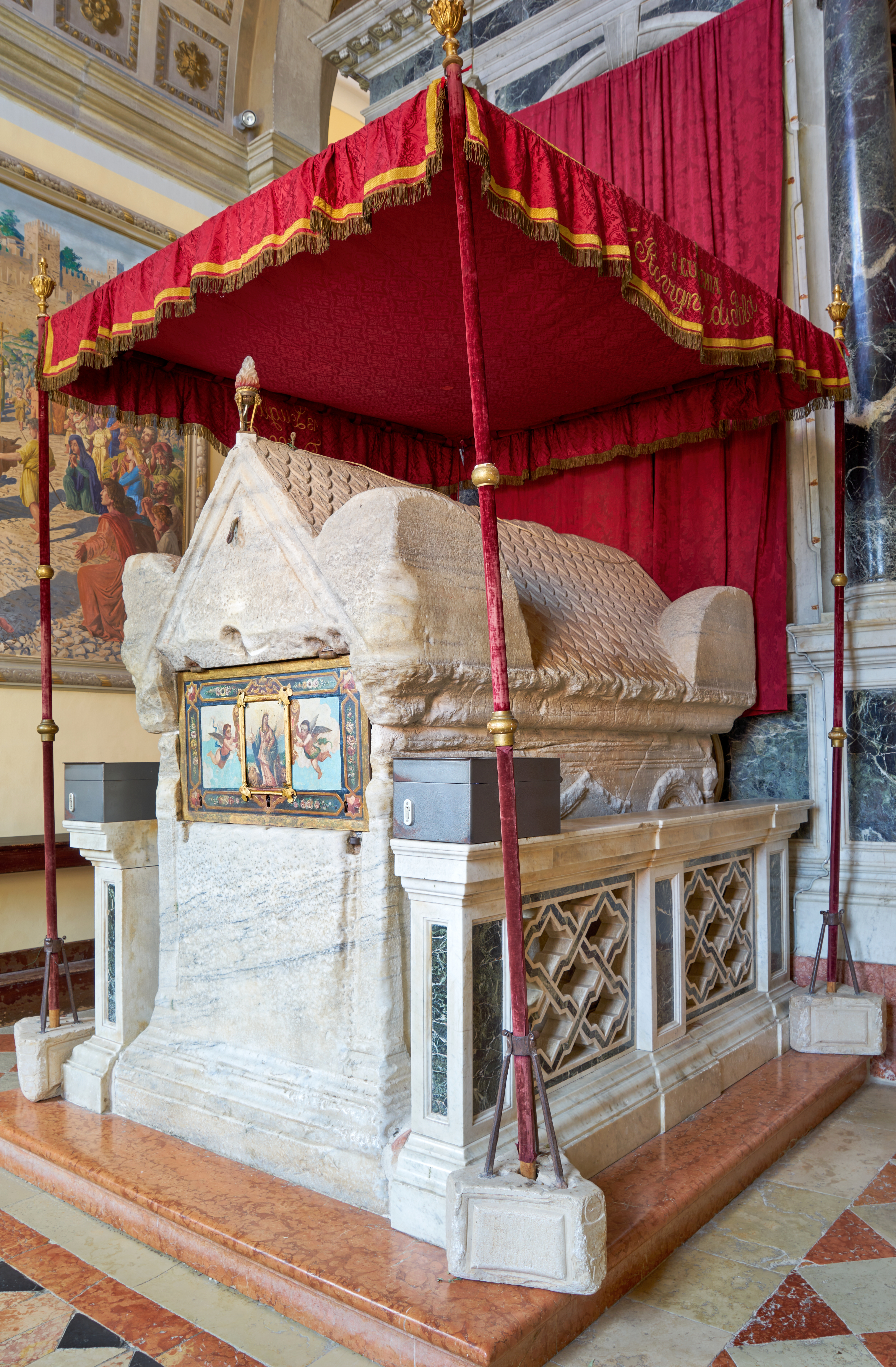
Sarcophage de sainte Euphémie.